# Cantón de Upala
Upala es el cantón número 13 de la provincia de Alajuela, Costa Rica. Según la división zonal del país, se localiza en la Región Huetar Norte. Se encuentra dividido en ocho distritos. 
Ubicado en una región de extensas llanuras, la economía de Upala es eminentemente agropecuaria. La ganadería es la principal actividad económica, tanto de engorde como de leche y de doble propósito. Es uno de los cantones con mayor producción de frijoles del país. 
Durante la época prehispánica, el cantón de Upala estuvo habitado por etnias indígenas de cultura del Área Intermedia y lengua rama, y posteriormente, recibió influencia de culturas mesoamericanas como los chorotegas y nicaraos.

## Toponimia
En cuanto al origen del nombre del cantón hay varias teorías, entre ellas la que establece que la palabra Upala es voz indígena del náhuatl: ulli, hule; atl, agua; pan, sobre; por lo que Upala significa sobre o en el río de hule. Aunque se manejan otros significados se acepta mayormente el citado; de lo que no existe duda es que es un nombre derivado de lenguas indígenas cuyo significado real es teórico.[cita requerida]

## Historia
En la época precolombina el territorio que actualmente corresponde al cantón de Upala, fue un territorio bajo el dominio de los indígenas Votos, que a su vez obedecían al célebre cacique Garavito. Se ha determinado que fue uno de los mejores refugios para los indígenas que escapaban de los españoles dada su lejanía de los puertos y difícil acceso. 
Durante el período colonial se intentaron algunas incursiones de españoles por Nicaragua, las cuales fracasaron por lo difícil de acceder y lejanía, así como la ferocidad de los indígenas que habitaban, por lo cual a partir de esos fracasos se perdió total interés en ingresar a dichas llanuras por parte de los españoles. No sería hasta finales del Siglo XIX que empezaron a arribar pobladores de lugares como Rivas y San Carlos de Nicaragua, que buscaban el árbol de caucho que abundaba en la zona para extraer el producto y comerciarlo en su país hasta que empezaron a establecerse en medio de la selva virgen, muy cerca de los ríos que les permitían vender y comprar productos hacia su país a través del lago de Nicaragua; luego fundaron algunos pequeñísimos pueblos en los albores del 1900. Así después iniciaron la explotación de las maderas existentes, y luego de establecerse fijamente empezaron a cultivar productos agrícolas para su consumo. 
Tiempo después hubo una segunda fase de migración, también desde Nicaragua a las faldas de la Cordillera Volcánica de Guanacaste, pero en mucho menor escala. Luego introdujeron el cultivo del cacao que se extendió por casi toda la zona baja, que llegó a constituir la actividad principal durante años hasta que la peste conocida como monilia que consiste en un hongo hizo estragos con la gran mayoría de sembradíos. 
Los primeros pobladores costarricenses, llegaron provenientes de los cantones guanacastecos de Cañas y Bagaces, hacia la segunda década del siglo pasado quienes en su empeño por encontrar nuevas tierras para sus actividades agrícolas se aventuraron montaña adentro por los senderos que usaron los aborígenes en sus travesías a través de las selvas vírgenes de la Cordillera Volcánica de Guanacaste, en las faldas de los Volcanes Tenorio y Miravalles. Al principio se establecieron en las partes altas, fundando los poblados que hoy son las cabeceras de distrito: San Isidro de Aguas Claras y Bijagua; y así paulatinamente fueron llegando a las llanuras encontrándose como consecuencia con la otra población que era de origen nicaragüense y así unificando las poblaciones. 
Ya para 1911 la creciente población del lugar solicita el cambio de nombre al Poder Ejecutivo el cual mediante el acuerdo n.º 289, cambia el nombre de Zapote de Guatuso por el de Upala. 
El 18 de octubre de 1915 por medio del decreto ejecutivo n.º 20, de la división territorial administrativa, la población de Upala se estableció como parte del octavo distrito del cantón de Grecia, aunque nunca tuvo cercanía ni territorial, ni económica, ni social con éste. 
En 1920 se establece la primera escuela ubicada en la cabecera, cuando el presidente del país era don Francisco Aguilar Barquero, actualmente la escuela es la principal del sector y lleva el nombre de escuela líder Teodoro Picado Michalski. El colegio Técnico Profesional Agropecuario de Upala, se inauguró en 1972, en la segunda administración de don José Figueres Ferrer. 
En la división territorial administrativa de la República, hecha el 28 de junio de 1957, mediante un decreto ejecutivo, el distrito noveno del citado cantón fue el barrio Upala y sus poblados. 
En el arzobispado de monseñor Carlos Humberto Rodríguez Quirós, cuarto arzobispo de Costa Rica, en el año 1962 se crea la parroquia dedicada a San Juan de Dios. Actualmente Upala es una de las cinco vicarías foráneas que componen la diócesis de Tilarán-Liberia, de la provincia eclesiástica de Costa Rica (Upala es el único territorio no guanacasteco que es dirigida por el obispado de Guanacaste: Tilarán en el ámbito eclesial al declinar de pertenecer a la diócesis de Ciudad Quesada a la que pertenecen sus vecinos Guatuso y Los Chiles) 
El cantón de Upala fue creado oficialmente el 17 de marzo de 1970, durante el gobierno de José Joaquín Trejos Fernández, mediante la Ley n.º 4541 aprobada por la Asamblea Legislativa. En ese momento, se le otorgó el título de villa, aunque aún no se habían establecido los distritos ni sus respectivos límites. Posteriormente, la promulgación de la Ley n.º 4574, el 4 de mayo de 1970, que estableció el Código Municipal, le confirió a Upala la categoría de ciudad por ser cabecera de cantón. Así nació el décimo tercer cantón de la provincia de Alajuela.
La Ley n.º 4541 también segregó a Upala del cantón de Grecia y estableció como cabecera la población homónima. En el mismo decreto se crearon los cantones vecinos de Los Chiles y Guatuso, que hasta entonces eran distritos del cantón de Grecia.
La primera sesión del Concejo Municipal de Upala se celebró el 9 de agosto de 1970. Estuvo integrado por los regidores propietarios Oswaldo Ramos Badilla (presidente), Tito José Somarribas Larios (vicepresidente) y Vinicio Rojas Salazar (vocal). El ejecutivo municipal fue Adolfo Rodríguez Solís, y la secretaria municipal fue Concepción Figueroa Oreamuno. En ese entonces, la municipalidad no contaba con mobiliario ni equipo; la señorita Figueroa prestó su máquina de escribir y una calculadora, las cuales se conservan actualmente como objetos conmemorativos.
El primer acueducto del cantón fue inaugurado en 1976, durante el gobierno de Daniel Oduber Quirós. El servicio de alumbrado eléctrico se instaló en noviembre de 1978, bajo la administración de Rodrigo Carazo Odio.

## Ubicación
Se ubica en la Zona Norte del país y limita al norte con la República de Nicaragua, al este, sureste y sur con los cantones alajuelenses de Los Chiles y Guatuso, y de sur a oeste con los cantones guanacastecos de Cañas, Bagaces, Liberia y La Cruz respectivamente. 

## Geografía
Cantón de Upala cuenta con un área de 1592,67 km² y una altitud media de 457 m s. n. m.
Es el segundo cantón más extenso de la provincia de Alajuela, luego de San Carlos. Upala está constituido en su mayoría por extensas llanuras que rondan los 50 m s. n. m., sin embargo en los distritos de Aguas Claras, Bijagua y Dos Ríos (limítrofes con Guanacaste y por ende con la cordillera del mismo nombre) presentan elevaciones cercanas a los 500 m s. n. m. en sus poblados de cabecera distrital, y algunos sectores que sobrepasan dicha altura como lo son los ubicados más cerca de las cimas de los volcanes Tenorio, Miravalles y Rincón de la Vieja.
El cantón está cercado de Sur a Noroeste por la cordillera volcánica de Guanacaste (límite natural entre las provincias de Alajuela y Guanacaste), teniendo poblados en las faldas del volcán Tenorio, volcán Miravalles y volcán Rincón de la Vieja; de los cuales descienden numerosos ríos de la Sub Vertiente Norte; de gran importancia a lo largo de la historia del cantón, como el río Niño o Pizote, el río Zapote, río Guacalitos entre otros de menor tamaño, así como numerosas quebradas y riachuelos que tienen su desembocadura en el Lago de Nicaragua o el Río San Juan. Se encuentran también algunas pequeñas lagunas como Las Camelias en San José (Pizote) y gran cantidad de humedales.

## Distritos
El cantón de Upala está dividido en ocho distritos:
1. Upala
2. Aguas Claras
3. San José
4. Bijagua
5. Delicias
6. Dos Ríos
7. Yolillal
8. Canalete

## Demografía
Para el año 2022, Cantón de Upala cuenta con una población estimada de 57 361 habitantes, y para el último censo efectuado, en 2011, Cantón de Upala contaba con una población de 43 953 habitantes.
De acuerdo al censo nacional del 2011, la población del cantón era de 43 953 habitantes, de los cuales, el 12,7 % nació en el extranjero. El mismo censo destaca que había 11 518 viviendas ocupadas, de las cuales, el 41,6% se encontraba en buen estado; y que había problemas de hacinamiento en el 10,4% de las viviendas. El 21,4% de sus habitantes vivían en áreas urbanas.
Entre otros datos, el nivel de alfabetismo del cantón es del 94,1%, con una escolaridad promedio de 6,1 años.
Para el año 2012 presentaba un índice de desarrollo humano de 0.738 según el Programa de las Naciones Unidas para el Desarrollo.

## Sociedad
Upala es un cantón eminentemente rural y agropecuario (siendo uno de los mayores productores de frijoles a nivel nacional), no obstante su cabecera ha crecido considerablemente desde el plano urbanístico y con ello sus opciones de empleo, al punto de contar con agencias de los tres bancos más importantes del país (Banco Nacional de Costa Rica, Banco de Costa Rica y Banco Popular), cooperativas financieras, la presencia de instituciones gubernamentales es significativa, entre ellas el MINAET, MAG, Fuerza Pública, Bomberos; agencia de instituciones autónomas como el INS, IDA, CNP, IMAS, ICE, PANI. Además dispone de fiscalía y juzgado penal, así como el Hospital Upala, de enorme trascendencia para sus pobladores y vecinos como Guatuso ya que el centro hospitalario más cercano (de no existir el hospital local) estaría en Liberia, Guanacaste o en Ciudad Quesada, San Carlos. La Universidad Nacional, con su Sede Regional Chorotega ha tenido presencia en el centro del cantón Upala desde el año 2015, ofreciendo las carreras de Informática, Pedagogía y Gestión del Turismo; ofreciendo la oportunidad a los estudiantes egresados de secundaria de completar su enseñanza superior sin tener que emigrar de sus comunidades.  
Los servicios de EBAIS y centro educativos están bastante dispersos por el territorio contando con muchas escuelas y al menos un colegio, telesecundaria o colegio nocturno por distrito sin embargo a pesar de esto aún hay un rezago significativo en estas áreas debido a la falta de personal, malas vías de comunicación o falta de infraestructura; afectando negativamente su índice de desarrollo humano.
Su población a pesar de pertenecer política y administrativamente a la provincia de Alajuela, mantiene una mayor relación con los cantones guanacastecos, especialmente con los cantones de Liberia y Cañas por motivos comerciales y de servicios de salud, aunque las relaciones regionales se han acrecentado, especialmente con el cantón de San Carlos, al ser Ciudad Quesada la principal ciudad y eje de la Región Huetar Norte y contar con prácticamente todos los servicios públicos y mayores opciones de empleo a una distancia relativamente corta.
Finalmente hay que reseñar que Upala cuenta con una fuerte cantidad de inmigrantes de la vecina República de Nicaragua que desde los primeros años del cantón se han ido estableciendo a lo largo de todo el territorio, por lo cual un gran porcentaje de la población del cantón posee ascendencia nicaragüense.

## Economía
Debido a su extensión territorial relativamente grande, el cantón presenta muchos factores como el clima fresco de montaña en las zonas cercanas a los volcanes Miravalles, Tenorio y Rincón de la Vieja, el típico tropical húmedo en las llanuras, con un índice de lluvias bastante alto a lo largo del año, numerosidad de ríos, etc., hacen que las actividades económicas sean variadas pero mayormente orientadas a la agricultura y la ganadería, con sectores en crecimiento como el turismo y de servicios profesionales.
El censo nacional de 2011 detalla que la población económicamente activa se distribuye de la siguiente manera:
- Sector Primario: 45,0 %
- Sector Secundario: 9,0 %
- Sector Terciario: 46,0 %

### Agricultura y ganadería
La agricultura que se desarrolla a lo largo del cantón está centrada primordialmente en el cultivo de frijoles (siendo uno de los mayores productores a nivel nacional), maíz, arroz, cítricos, piña, palmito, plátano, yuca, entre otros productos de menor impacto económico, por lo que el cantón cuenta con plantas procesadoras de cítricos, piña y palmito. Un producto que fue de gran trascendencia en los primeros años del cantón fue el cacao, que impulsó el desarrollo económico en sus años de auge, pero luego de una plaga que golpeó fuertemente a la gran mayoría de cultivos su producción decayó bruscamente y actualmente representa un producto de menor importancia económica.
La ganadería por su parte es la actividad económica más importante del cantón, ya sea de cría, engorde, leche y mayormente de doble propósito que se desarrolla por pequeños productores, aunque también se presenta la ganadería extensiva especialmente en las grandes llanuras. Algunas estimaciones indican que un 70% de los productores del cantón dedican sus actividades a la ganadería. La ganadería de leche se presenta mayormente en los distritos que se ubican cerca de las estribaciones de la Cordillera Volcánica de Guanacaste debido a su clima más favorable para el ganado lechero, como Bijagua, Aguas Claras y Dos Ríos. En general la actividad está presente en todos los sectores del cantón.
Dada la importancia de la ganadería en el desarrollo económico cantonal, se hizo necesario el establecimiento dos subastas ganaderas que evitara los largos viajes a Cañas, Guanacaste; dicha subasta le ha dado mayor dinamismo a la actividad. En los últimos años ha tomado auge la cría de ganado bufalino que se ha adaptado a las condiciones de la zona Upaleña, ganado que se explota tanto para producción de leche como para pie de cría y engorde.
La subasta ganadera Montecillos de Alajuela ( popularmente conocida como subasta montecillos) fue la primera que abrió sus puertas con buena acogida por parte de ganaderos de la zona y que subasta los viernes. Inicialmente fue inaugurada por el pujante ganadero Don Jorge Ulate Zamora con el nombre de Subasta ganadera Upaleña. Don Jorge es miembro de la familia Ulate con gran tradición ganadera en Costa Rica.
En el año 2024 se inauguró la subasta  ganadera La Upaleña hp por los hermanos Pérez ( de ahí las siglas hp ) popularmente conocida como Subasta Upaleña que ha tenido muy buena acogida pues amplio las opciones y trabaja los  miércoles  desde las 9 a. m. La competencia hizo que el porcentaje qué se cobra por vender los animales bajara de 4% a 3% lo cual beneficia a los ganaderos y comerciantes del cantón de Upala y otros sitios que llevan a subastar su ganado bovino, equino, caprino y búfalino a ellas.

### Turismo
Un sector que ha crecido considerablemente en el cantón es el turismo, especialmente por la popularidad del parque nacional Volcán Tenorio y su atractivo río Celeste, que posee una de sus accesos principales y de los más importantes en Bijagua (24 km de Upala centro, carretera a Cañas). Este parque presenta un bosque nuboso con un clima fresco y agradable, con grandes bellezas escénicas como la llamada Laguna Azul, los Teñideros de río Celeste (unión de dos ríos de aguas cristalinas que dan origen al unirse sus componentes a aguas de un hermoso color celeste), un mirador donde se aprecia la cima del volcán, y la catarata de río Celeste, así como aguas termales, entre otras cosas.

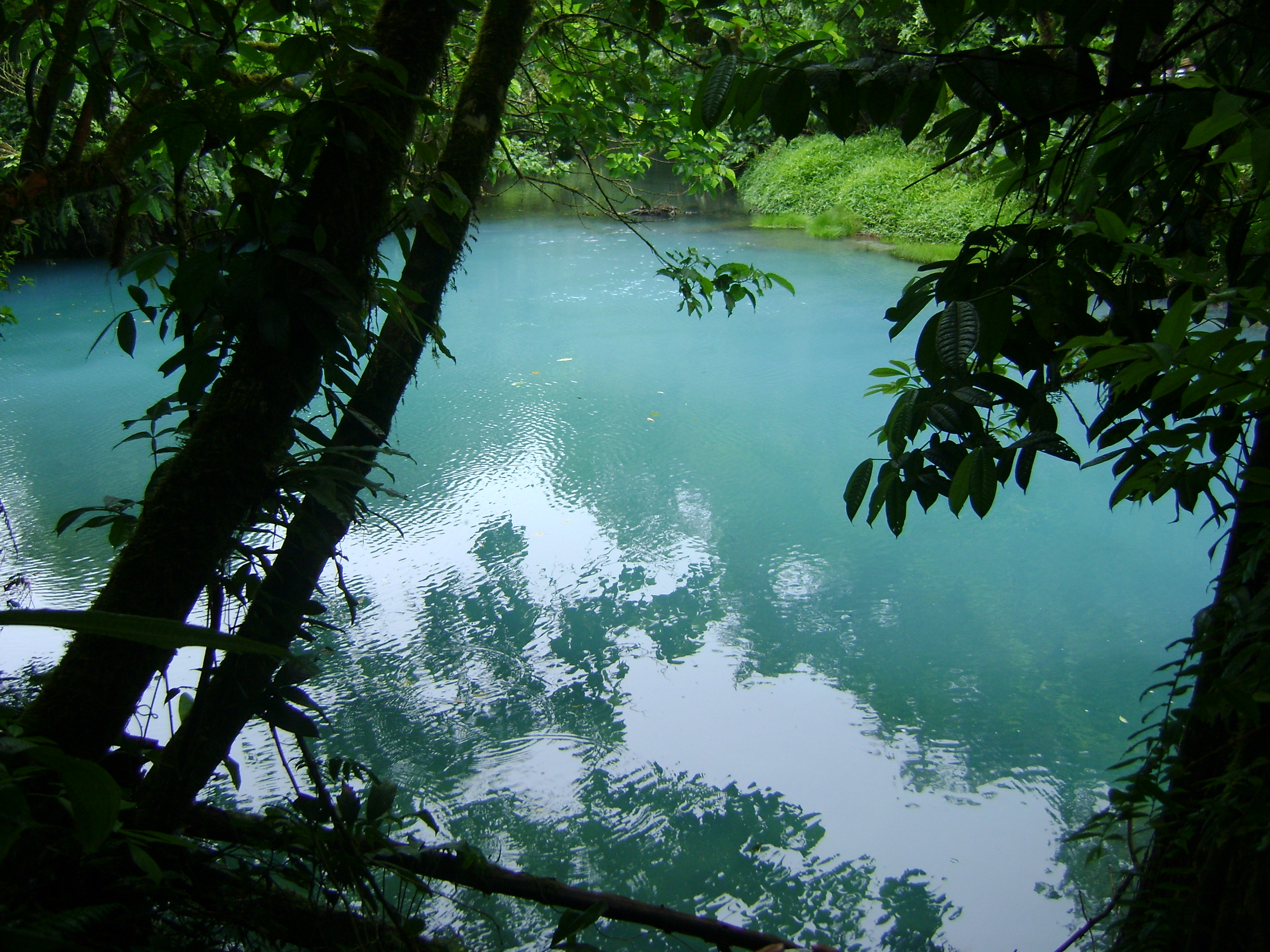
Laguna Azul, Parque Nac. Tenorio.

El área de Bijagua por su altitud y ubicación (se ubica en el valle formado por el volcán Miravalles y el Tenorio) presenta un clima bastante agradable de unos 24 grados dependiendo de la estación, lo que lo hace atractivo para el turismo de montaña, que ofrece además del parque, reservas privadas, viajes a la Laguna Dantas (cráter inactivo del volcán Montezuma; parte del complejo Tenorio), pesca, pequeños hoteles, cabinas, restaurantes, etc.

Menos conocido es el sector de Dos Ríos ubicado a unos 50 km hacia el Noroeste de la cabecera, carretera a Santa Cecila de la Cruz, Guanacaste, en donde existen varios emprendimientos turísticos que aprovechan las características singulares de la vegetación circundante (bosque muy húmedo tropical) y el impresionante color de los ríos de origen volcánico de la zona (aguas con una gama de colores que varían desde un azul profundo hasta diferentes tonalidades de turquesa). El lugar cuenta con varios albergues para turistas nacionales y extranjeros.

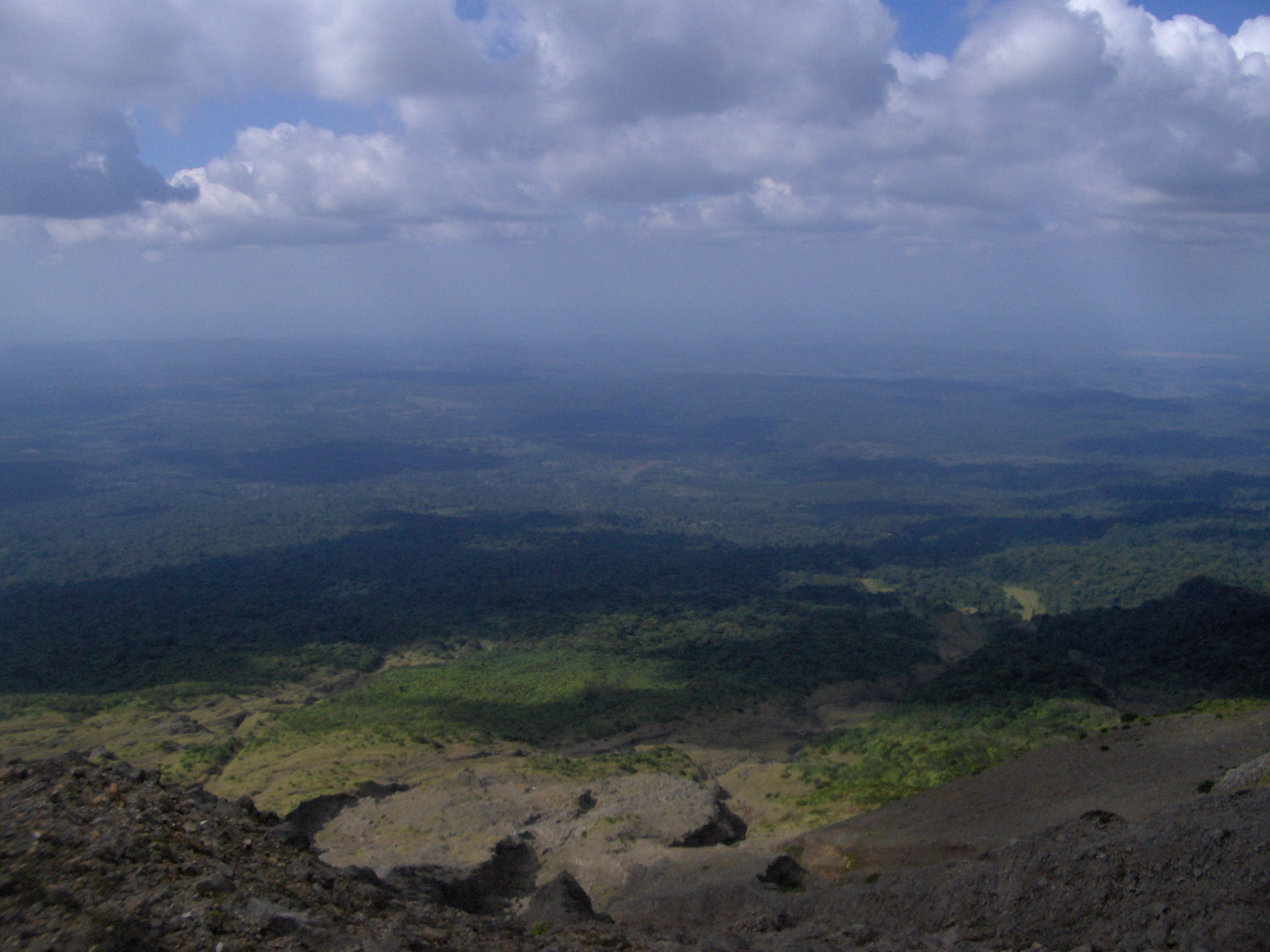
Vista desde la cima del volcán Rincón de la Vieja.

Por otro lado el distrito de Aguas Claras de Upala se ubica al pie del volcán Miravalles, estando muy cerca de la entrada principal a la reserva protectora, donde se puede explorar un sector conocido como Las Hornillas que es un lugar único en el país ya que a pesar de que en su interior presenta actividad secundaria propia de un cráter como fumarolas, las pailas y las hornillas (que son huecos con arcillas volcánica caliente la cual se considera terapéutica para la piel) puede ser caminado en su interior completamente. También se localizan en la zona bosques, paisajes de gran belleza escénica, etc. En sus inmediaciones se localizan numerosos balnearios de aguas termales, específicamente en el sector de Guayabo de Bagaces, muy cerca de Aguas Claras.
Finalmente al sector de las llanuras se puede disfrutar de ríos como el Niño o Pizote que son muy aptos para nadar por su moderada profundidad, poca corriente, limpieza, escasa presencia de peligros como cocodrilos y poca propensión a cabezas de agua, etcétera. Y muy cerca se encuentra el refugio de vida silvestre Laguna Las Camelias, que a pesar del gran descuido, abandono y drenajes clandestinos que la afectan, aún brinda una opción de contacto con la naturaleza.

## Transporte
Su cabecera se ubica a unos 238 km de la capital del país, San José a través de Cañas, Guanacaste. Con una duración de recorrido promedio de 3 horas y media a 5 horas en auto particular o autobús, y a la vez se encuentra a unos 222 km de la cabecera provincial. 
La otra vía hacia San José es por San Carlos, la cual atraviesa de extremo a extremo la provincia, y que a pesar de ser de más corta distancia (221 km aprox.) generalmente consume más tiempo que la anterior en autobús.